# Eumorpha mirificatus
Eumorpha mirificatus es una polilla de la familia Sphingidae. Vuela en el lado occidental de la isla de Cuba.
Es similar a Eumorpha estrenua, pero tiene una franja oblicua apical más estrecha y una banda abdominal dorsal. Además, hay un tono rosáceo distintivo a la zona mediana de la parte superior del ala posterior, el color de la parte superior de la cabeza, el tórax y las alas son más pálidas, de color verde oliva.